# Трисамарийдигаллий
Трисамарийдигаллий — бинарное неорганическое соединение, интерметаллид
самария и галлия
с формулой Ga2Sm3,
кристаллы.

## Получение
- Сплавление стехиометрических количеств чистых веществ:

{\displaystyle {\mathsf {3Sm+2Ga\ {\xrightarrow {T}}\ Ga_{2}Sm_{3}}}}

## Физические свойства
Трисамарийдигаллий образует кристаллы
тетрагональной сингонии, пространственная группа I 4/mcm, параметры ячейки a = 1,1713 нм, c = 1,517 нм, Z = 16,
структура типа тригадолинийдигаллия Ga2Gd3
.
Соединение образуется по перитектической реакции
.